# Соодома
Со́одома (эст. Soodoma), ранее Се́эгеми (эст. Seegemi) — бывшая деревня в волости Канепи уезда Пылвамаа, Эстония. В 2021 году была объединена с деревней Эраствере.

## География и описание
Расположена на юго-востоке Эстонии. Расстояние до уездного центра — города Пылва — 18 километров, до волостного центра — посёлка Канепи — 5,5 километров. Высота над уровнем моря — 126 метров.
Климат умеренный. Официальный язык — эстонский. Почтовый индекс — 63124.

## Население
По данным переписи населения 2021 года, в Соодома насчитывалось 5 жителей, все — эстонцы.
По состоянию на 1 января 2020 года в деревне насчитывалось 160 жителей, из них 83 мужчины и 77 женщин; детей в возрасте до 14 лет включительно — 36, лиц пенсионного возраста (65 лет и старше) — 29.
По данным переписи населения 2011 года, в деревне проживали 150 человек, из них 145 (96,7 %) — эстонцы.
Численность населения деревни Соодома по данным переписей населения:
| Год  | 1959 | 1970  | 1979  | 1989  | 2000  | 2011  | 2021  |
| ---- | ---- | ----- | ----- | ----- | ----- | ----- | ----- |
| Чел. | 57   | ↗ 120 | ↗ 218 | ↘ 192 | ↘ 184 | ↘ 150 | ↗ 160 |

## История
Область, которая охватывает современные деревни Соодома, Магари и Нярапяэ, исторически была известна как Эраствере. Группе хуторов, находившихся рядом с бывшим волостным домом Эраствере и зданием школы, в конце XIX века дали название Соодома, насмешливо сравнив её с известными из Библии топонимами Содом и Гоморра. Инициатором этого был владелец местной мызы Эрастфер. Возможно, возникновению такого топонима способствовала звуковая ассоциация с названиями расположенных рядом дозорного пункта Сеэгеми и леса Сеэгеми (Seegemi). В письменной форме название Соодома обозначено на карте переписи населения 1970 года.
В 1977 году, в период кампании по укрупнению деревень, малые деревни Ивани-Хыраке (Ivani-Hõrake), Тебазе-Якоби (Tebase-Jakobi), Соодома и частично Суурекюла (Suureküla), образованные по названиям хуторских хозяйств, были объединены, и решением Комиссии по географическим названиям СССР название Соодома было присвоено всему этому региону.

## Объединение с деревней Эраствере
27 августа 2019 года 100 жителей деревень Эраствере и Соодома подали ходатайство о восстановлении исторического названия деревни Эраствере вместо вызывающего насмешки топонима Соодома, напоминающего о парафилических расстройствах (на эстонском языке название библейского города пишется как Soodom).
Решением волостного собрания Канепи от 17.10.2019 № 39 было принято решение инициировать процедуру восстановления исторического названия Эраствере на территории деревни Соодома.
В феврале 2020 года было опубликовано постановление министра государственного управления Эстонии «Утверждение перечня населенных пунктов и определение их границ», в котором обозначена новая деревня Эраствере и не существует деревни Соодома. В эстонской прессе в начале января 2021 года писали, что топоним Соодома, вероятно, исчезнет с карт Эстонии в конце упомянутого месяца.
- Границы новой деревни Эраствере, образованной в результате слияния деревень Эраствере и Соодома. Riigi Teataja, 05.02.2020

Однако, вместе с исчезновением топонима Соодома останется Коморра (Komorra, созвучно с Гоморра) — название расположенного в деревне участка недвижимости.

## Комментарии
1. ↑  Эстонские топонимы, оканчивающиеся на -а, в русском языке не склоняются[7], а род получают по родовому слову, например, деревне присваивается женский род, хотя в эстонском языке нет категории рода.